# Charles Bruneau
Charles Bruneau (Chooz, 19 de noviembre de 1883-París, 3 de agosto de 1969) fue un lingüista y filólogo francés.

## Vida y obra
Bruneau creció en una población situada en la un área francesa conocida como "punta de Givet" que se adentra en las Ardenes belgas, donde la lengua era el való (de las pocas zonas valones fuera de Bélgica) pero la lengua del resto de la región francesa era el champanés, lo que le hizo interesarse por la lengua. Por indicación de Jules Gilliéron efectuó encuestas dialectológicas en toda la región alrededor de Givet, tanto en Francia como Bélgica.
Después de los estudios secundarios, se licenció en Letras en la Sorbona. Fue profesor de instituto en Évreux (1906-10) y Reims (1910-1913). Durante este tiempo hacía encuestas lingüísticas por las Ardenes con un sistema de grabación de voz, entonces muy innovador. 
En 1913 defendió las dos tesis doctorales, como alumno de Jules Gilliéron y Ferdinand Brunot: Étude phonétique des patois de Ardenne (Paris 1913) y La limite des dialectes wallon, champenois et lorrain en Ardenne (Paris 1913).
Después de la Primera Guerra Mundial, el 1923, fue profesor a la Universidad de Nancy como profesor de dialectología lorenesa. El curso 1929-1930 fue profesor en el Bowdoin College en Brunswick (Maine). El 1934 obtuvo la cátedra en la Sorbona, como sucesor de su maestro Ferdinand Brunot.
A la muerte de Ferdinand Brunot (1938), se hizo cargo de acabar la monumental Histoire de la langue française que había iniciado Brunot, redactando los volúmenes 12 y 13. También retomó el Précis de grammaire historique de la langue française de Brunot.
Durante la Segunda Guerra Mundial estuvo en la Resistencia Francesa y fue encarcelado en la prisión de Fresnes. Después de la guerra continuó siendo rector de la Universidad de Burdeos y enseñó un curso en la Universidad de Yale (USA).
Fue nombrado doctor honoris causa por las universidades de Durham y Lovaina. Y miembro correspondiente del Académie Royale de Bélgica (1953). Era oficial de la Legión de Honor y recibió una condecoración por méritos de guerra. En Charleville-Mézières el "Instituto Charles Bruneau" continúa la investigación en dialectología de las Ardenes y publica una revista.

## Obra
- Etude phonétique des patois de Ardenne (1913)
- La limite des dialectes wallon, champenois et lorrain en Ardenne (1913)
- Enquête linguistique sur las patois de Ardenne, tome I (París, 1914) y Enquête linguistique sur les patois de Ardenne, tome II (París, 1926) (reimpresa en Ginebra, 1977)
- (Editor) Charles d'Orléans et la poésie aristocratique, Lyon 1924 (reimpresión Ginebra 1973)
- Manuel de phonétique (pratique), Paris 1927, 1931
- (Editor) La chronique de Philippe de Vigneulles, 4 volúmenes, Metz 1927-1933
- Précis de grammaire historique de la langue française (con Ferdinand Brunot), Paris 1933, 1937, 1949
- Grammaire française et exercices (con Marcel Heulluy), Paris 1935
- Questions de grammaire française et de stylistique, Paris 1936
- Grammaire pratique de la langue française à l'usage des honnêtes gens (con Marcel Heulluy), Paris 1938
- Histoire de la langue française des origines à 1900. vol. 12. L'Epoque romantique, Paris 1948; volumen 13. L'époque réaliste, Paris 1953-1972
- Petite histoire de la langue française, 2 volúmenes, Paris 1955-1958, 5a edición de Monique Pariente y Gérard Moignet, Paris 1969-1970
- (editor con Peter Schon) Studia Romanica. Hommage à la mémoire de Eugen Lerch. Gedenkschrift für Eugen Lerch, Stuttgart 1955